# Fiscale Hogeschool
De Fiscale Hogeschool, FHS, is een Nederlandstalige instelling voor hoger onderwijs in Brussel. Zij biedt 2 praktijkgerichte opleidingen in de fiscaliteit aan. Enerzijds het postgraduaat "Fiscale Wetenschappen" in avondonderwijs en anderzijds het postgraduaat "Fiscaal Recht & Fiscale Praktijk" in dagonderwijs. De Fiscale Hogeschool is een samenwerking tussen de hogeschool Odisee en de KU Leuven, behorend tot de Associatie KU Leuven, zij is gevestigd op de campus Brussel van Odisee in de Stormstraat en Warmoesberg.
Docenten aan de Fiscale Hogeschool zijn actief als fiscaal beroepsbeoefenaar, academicus of ambtenaar binnen de FOD Financiën. Daardoor zijn de postgraduaten aan de Fiscale Hogeschool gekenmerkt door een hoge mate van praktijkgerichtheid, waardoor hun afgestudeerden vlug inzetbaar zijn in de arbeidsmarkt.
In 2012 won de Fiscale Hogeschool de Taxman Award voor haar decennialange bijdrage op het gebied van de Belgische fiscaliteit.
Op 18 juni 2024 ondertekende Herman De Cnijf het protocol met het ITAA waardoor afgestudeerden aan de Fiscale Hogeschool vrijstelling krijgen van alle fiscale opleidingsonderdelen tijdens hun traject naar het behalen van de titel van gecertificeerd belastingadviseur of gecertificeerd accountant. 

## Sinds 1969

### Ontstaan
In 1969, twee jaar voor de intrede van de btw op 1 januari 1971, richtten Albert Tiberghien, Felix Vandenhouten, Kamiel De Rooms, Carlos Van Rafelghem en Willy Maeckelbergh de Fiscale Hogeschool op. Tot dan bestond er in het Nederlandstalig onderwijslandschap in België geen opleiding die integraal gericht was op een intensieve studie van de verschillende domeinen van het fiscaal recht. In de bedrijfswereld groeide de behoefte aan juridisch en financieel gevormde stafmedewerkers. De instelling groeide uit tot een kweekschool van hele generaties fiscalisten.
De Fiscale Hogeschool werd in 1969 opgericht binnen de Economische Hogeschool Sint-Aloysius ) - Institut supérieur de commerce Saint-Louis, twee hogescholen die pas volledig onafhankelijk waren geworden van de Universitaire Faculteiten Sint-Aloysius - Facultés universitaires Saint-Louis. De Franstalige tegenhanger van de FHS is the École supérieure des sciences fiscales, onder de Franstalige hogeschool ICHEC.

### Oprichters FHS
Albert Tiberghien (1915–2001) maakte al sinds eind jaren dertig van belastingrecht zijn specialiteit, een voor die periode ongewone carrièrekeuze. Hij wordt in België beschouwd als de eerste fiscalist en als grondlegger van de fiscale wetenschappen. In het begin van de jaren veertig richtte hij het fiscaal advocatenkantoor Tiberghien op dat uitgroeide tot een van de grootste advocatenkantoren in België.
Willy Maeckelbergh groeide eveneens uit tot een gerenommeerd fiscalist. Als medeoprichter van de FHS stond hij mee in voor de uitbouw van de instelling. Hij fungeerde eveneens als bouwheer voor de uitbreidingswerkzaamheden aan de gebouwen van Odisee Hogeschool. Maeckelbergh is tot op heden de erevoorzitter van de Fiscale Hogeschool en erevoorzitter van de Beroepsvereniging voor Belastingconsulenten, Accountants en Bedrijfsrevisoren, BAB-Brabant. Hij was de eerste directeur van de Fiscale Hogeschool, van sinds haar ontstaan tot 2001. Toen werd hij opgevolgd door Patrick Carlier. Na diens overlijden op 3 november 2004, nam Herman De Cnijf de fakkel over.

## Opleidingsaanbod

### Postgraduaat Fiscale Wetenschappen (avondopleiding)
Het postgraduaat Fiscale Wetenschappen is een specialisatieopleiding die in zijn oorsprong beschouwd werd als de voorloper van de ManaMa-opleidingen Fiscaal recht. Tot het academiejaar 2017-2018 behoorde de opleiding onderwijstechnisch tot het volwassenenonderwijs. De hervorming van dit onderwijsniveau naar HBO5 en gegradueerden en de daarbij anders gepositioneerde instroom, noopte de Fiscale Hogeschool ertoe om haar onderwijsniveau te wijzigen naar een postgraduaatsniveau. Het zijn vaak studenten die reeds eerder een diploma van academisch niveau verwierven, ondertussen fulltime werken en die hun opleiding met een fiscale specialisatie wensen aan te vullen. De twee jaar durende avondopleiding omvat 2 keer 30 studiepunten en verleent toegang tot het beschermde titel van (intern) gecertificeerd belastingadviseur, zoals erkend door het Instituut van de Belastingadviseurs en de Accountants (IBA of ITAA bij wet van 17 maart 2019). De studenten kunnen aanspraak maken op vrijstellingen binnen het ITAA voor de fiscale vakken die de opleiding omvat. Na afronding van de studie verkrijgen studenten het diploma van postgraduaat in de Fiscale Wetenschappen.

### Postgraduaat Fiscaal Recht & Fiscale Praktijk (dagopleiding)
De Fiscale Hogeschool biedt eveneens een één jaar durend postgraduaat Fiscaal Recht & Fiscale Praktijk in dagopleiding aan. Deze opleiding richt zich tot pas afgestudeerden met een diploma hoger onderwijs zowel masters als bachelors. Na het succesvol afronden van het dagprogramma, dat 45 studiepunten bedraagt, bekomen de studenten het getuigschrift van postgraduaat in het Fiscaal Recht & Fiscale Praktijk. Dit getuigschrift is in co-certificatie erkend door de KU Leuven. De afgestudeerde studenten kunnen eveneens aanspraak maken op vrijstellingen voor de fiscale vakken om toegang te verkrijgen tot de titel van gecertificeerd belastingadviseur of accountant bij het ITAA (wet van 17 maart ). 
De afgestudeerden komen terecht in de fiscale adviesverlening, de ambtenarij of de financiële afdelingen binnen de bedrijfswereld. 
Jaarlijks worden 20 verschillende prijzen uitgereikt die telkens gaan naar de student die de hoogste score behaalde voor een specifiek vak of cluster van vakken. Deze prijzen worden onder meer uitgereikt door de Big 4-accountantskantoren, gereputeerde advocatenkantoren, waaronder Tiberghien, en Wolters Kluwer.

### Full Hybride aanbod
De colleges van beide postgraduaten, zowel de dag- als de avondopleiding, kunnen on-campus worden bijgewoond maar zijn eveneens op afstand raadpleegbaar (digitale opnames). Daardoor heeft de student de keuze op welke wijze hij de materie wil studeren. 

### Fiscale snelcursussen
De FHS biedt ook tweemaal per jaar grondige snelcursussen aan in vier vakgebieden:
- Snelcursus btw
- Snelcursus personenbelasting
- Snelcursus vennootschapsbelasting
- Snelcursus vennootschapsrecht

Na het (vrijblijvend) afleggen van een eindproef kan een student hiervoor een specifiek attest ontvangen.

### Fiscale seminaries
FHS richt eveneens kortlopende seminaries in. Tijdens deze kortlopende opleidingen worden specifieke, fiscaal actuele, onderwerpen uitvoerig toegelicht en becommentarieerd door diverse sprekers uit de fiscale wereld.

## Publicaties

### Fiscaal Compendium
Sinds 1979 geeft de Fiscale Hogeschool via Wolters Kluwer jaarlijks het Fiscaal Compendium uit. Het betreft een in oorsprong (losbladig) referentiewerk in de Belgische fiscaliteit. Deze boekenreeks omvat de gehele Belgische fiscaliteit. De auteurs van de boekenreeks zijn eveneens de docenten in de opleiding.

### Fiscale Praktijkboeken
De eerste editie van de Fiscale Praktijkboeken werd uitgegeven in 1989, ondertussen beslaan zij in drie decennia meer dan 22.000 bladzijden aan fiscaal relevante rechtsleer. Aan de hand van recente legistieke evoluties, belangwekkende administratieve standpunten of toonaangevende rechtspraak geven de auteurs op een klare en overzichtelijke wijze een overzicht of round-up van de gekozen onderwerpen. De praktijkboeken behoren tot de betrouwbare rechtsleer, waar ook de rechtspraak regelmatig naar verwijst. De eindredactie is in handen van Herman De Cnijf (directeur Fiscale Hogeschool en Luc Maes, docent Fiscale Hogeschool). De Fiscale Praktijkboeken zijn een co-uitgave tussen de Fiscale Hogeschool en WoltersKluwer.

## Professoren en alumni

### Docenten postgraduaat Fiscale Wetenschappen en Fiscaal Recht & Fiscale praktijk
Aan de opleidingen doceren topambtenaren van de Federale Overheidsdienst Financiën, vooraanstaande belastingconsulenten, fiscale advocaten en academici die meestal zelf alumni* zijn van de instelling:
- Alexander Baert (Advocaat Deloitte Legal)
- Frank Borger (Vennoot THE VAT HOUSE - HET BTW HUIS)
- Bart Buelens (Vennoot VAT Consult, lid kernredactie Fiscale Actualiteit)
- Geert Callaert (Collegelid Fiscale Bemiddelingsdienst FOD Financiën)
- Bart Chiau (senior expert NN Insurance en prof. UGent)
- Alain Claes (rechtbank eerste aanleg Antwerpen)
- Pieter Debbaut (Hoofdredacteur Belastinggids, Tax adviseur Liantis)
- Sarah De Braekeleer (Advocaat)
- Leo De Broeck (Advocaat - Vennoot De Broeck, Van Laere & Partners)
- Nike De Bruyn (Indirect Tax Deloitte)
- Eddy Debruyne (Docent KU Leuven)
- Herman De Cnijf (Directeur FHS, Directeur FHS-Seminaries, lid kernredactie Fiscale Actualiteit)
- Bart De Cock (Partner Tiberghien Advocaten)
- Korneel Decroix (partner Eubelius advocaten)
- Wim Defoor (Advocaat Dumon, Sablon & Vanheeswijck)
- Frederik De Graeve (Partner Grant Thornton Tax and Legal)
- Olivier De Keukelaere (Advocaat-vennoot Cazimir)
- Mark Delanote (Prof. UGent, advocaat Delanote Law)
- Maurice De Mey (Belastingconsulent)
- Wesley De Visscher (adviseur fiscale zaken N-VA)
- Piet De Vos (voorzitter Fiscale Bemiddelingsdienst)
- Luc Gheysens (Advocaat Gheysens & Partners)
- Pieter Gillemon (Director PricewaterhouseCoopers Tax Consultants)
- Tom Jansen (Adviseur-generaal FOD Financiën, permanente vertegenwoordiging OESO)
- Elisabeth Janssens (Advocaat Cazimir)
- Nathalie Labeeuw (Advocaat-vennoot Cazimir)
- Brigitte Lievens (Advocaat)
- Koen Marsoul (Partner EY Tax)
- Elgar Mingaleyev (Partner Tiberghien Advocaten)
- Stefanie Mommaerts (Fiscalist JACCK)
- Nathalie Nimmegeers (Senior Tax Manager BNP Paribas Fortis)
- Jurgen Opreel (Managing Partner De btw-lijn)
- Wim Panis (Vennoot Stibbe)
- Bart Peeters (Prof. UGent, UA en ULg)
- Steven Peeters (Advocaat Arteo Law)
- Jo Roseleth (Managing Partner Moore Tax & Legal Services)
- Jos Ruysseveldt (Advocaat vermogensplanning)
- Stefan Ruysschaert (Adviseur FOD Financiën)
- Luc Saliën (Collegelid Dienst Voorafgaande beslissingen in fiscale zaken)
- Tom Schepens (People Support Lawyer, Head of Knowledge Tiberghien Advocaten)
- Johan Speecke (Advocaat Deloitte Legal)
- Rik Smet (Senior Associate Tiberghien Advocaten)
- Margaux Smets (Adviseur FOD Financiën)
- Eric Spruyt (ere-notaris, prof. KU Leuven)
- Erik Suijs (Tax director VGD Tax)
- Delphine Vanassche (Head of structuring Tax and Accounting, ION Develop different)
- Carl Van Biervliet (Vennoot - Accountant - Belastingconsulent Vandelanotte)
- Maxime Vandemaele (Tax Consultant VGD)
- Filip Vandenberghe (Adviseur FOD Financiën)
- Joke Vanden branden (Rechter rechtbank eerste aanleg Antwerpen, Lid kernredactie Fiscale Actualiteit)
- Kristian Vanderwaeren (Administrateur-generaal van de douane en accijnzen FOD Financiën)
- Filip Vandevoorde (Tax partner Tax Consult)
- Steven Van Elsuwé (Attaché FOD Financiën)
- Nick Van Gils (Transaction Tax partner EY Tax Consultant)
- Didier Van Laere (Advocaat-vennoot De Broeck Van Laere en Partners)
- Gaby Van Lil (International Tax Director - Delhaize Group SA)
- Stijn Vanoppen (Partner Ernst & Young Tax Consultants)
- Anton Van Zantbeek (Advocaat Rivus)
- Peter Verbanck (Partner Verbanck, Plas & Partners, docent KU Leuven)
- Yves Verdingh (Head of Tax BNP Paribas Fortis, Lid kernredactie Fiscale Actualiteit)
- Alexander Verleysen (Vennoot DNF Belgium)
- Isabel Verlinden (Partner Global Leader Transfer Pricing Services, PricewaterhouseCoopers Tax Consultants)
- Wim Vermeulen (Advocaat-Vennoot Cazimir)
- Henk Verstraete (Advocaat - Tax partner Stibbe)
- Tom Wallyn ( Director PwC Tax Consultants)
- Ilse Wouters (Senior manager PwC TAx Consultants)
- Annick Visschers (Partner Deloitte Legal)
- Méhdi Zagheden (Advocaat-vennoot Everest Advocaten)

### Alumni
- Yves Keppens (gewezen procureur des Konings Veurne, huidig voorzitter Comité P)
- David Moucheron (ceo Bank van de Post)
- Pascal Paepen (financieel journalist VRT/Radio 1, director Capital Markets bij Daiwa Capital Markets Europe Ltd)
- René Stevens (CFO Ter Beke)
- Dirk Thijs (Procureur-generaal Hof van Cassatie)
- Jacques Troch (professor Corporate Finance Universiteit Twente, gewezen voorzitter raad van bestuur Grolsch)
- Robert Vander Elstraeten (eerste auditeur-afdelingshoofd in de Raad van State)
- Kristian Vanderwaeren (Administrateur-Generaal van de FOD Douane en Accijnzen)
- Eric Van Tricht (notaris, bekend als spreker in 'Bij de notaris' van Kanaal Z)[12]